# Bliss Corner
Bliss Corner – jednostka osadnicza w Stanach Zjednoczonych, w stanie Massachusetts, w hrabstwie Bristol.